# Musaranya de Mindoro
La musaranya de Mindoro (Crocidura mindorus) és una espècie de musaranya endèmica de les Filipines.